# 塞希利
塞希利（英語：Sehili）是位於美國亞利桑那州阿帕契縣的一個人口普查指定地區。根據2010年美國人口普查，該地人口為135人，而該地的面積約為1.69平方千米。

## 地理
塞希利的座標為36°16′47″N 109°10′04″W / 36.27972°N 109.16778°W，而該地最高點為海拔高度2180米（即7150英尺）。